# Джозеф Гордон-Левітт
Джозеф Леонард Гордон-Левітт (англ. Joseph Leonard Gordon-Levitt; нар. 17 лютого 1981, Лос-Анджелес, Каліфорнія, США) — американський актор, режисер, сценарист та продюсер. Отримав популярність завдяки ролі Томмі Соломона у комедійному серіалі «Третя планета від Сонця» (1996—2001), а також фільмам «Цеглина» (2005), «500 днів літа» (2009), «Початок» (2010), «Темний лицар повертається» (2012) та «Петля часу».

## Життєпис
Джозеф Гордон-Левітт народився 17 лютого 1981 року в Лос-Анджелесі, штат Каліфорнія, США, в єврейській родині, котра «не була суворо релігійною». Його батько Деніс Левітт і мати Джейн Гордон разом працювали на одній з радіостанцій. Дід Джозефа, по лінії матері, Майкл Гордон (нар. 6 вересня 1909 — пом. 29 листопада 1993), був досить відомим кінорежисером у період з 1940 по 1970 роки. Джозеф навчався в Колумбійському університеті

### Кар'єра
Джозеф почав акторську кар'єру в ранньому віці: вже у 1992 році він зіграв у Роберта Редфорда у фільмі «Там, де тече річка», а з 1996 року він знімався у популярному телевізійному серіалі «Третя планета від Сонця», за який він отримав дві премії від впливового голлівудського видання The Hollywood Reporter та премію Гільдії кіноакторів США. Крім того, Джозеф зіграв одну з провідних ролей в успішній комедії «10 причин моєї ненависті», квазі-шекспірівському сучасному молодіжному фільмі, де разом з ним на екрані з'явилися Хіт Леджер і Джулія Стайлз.

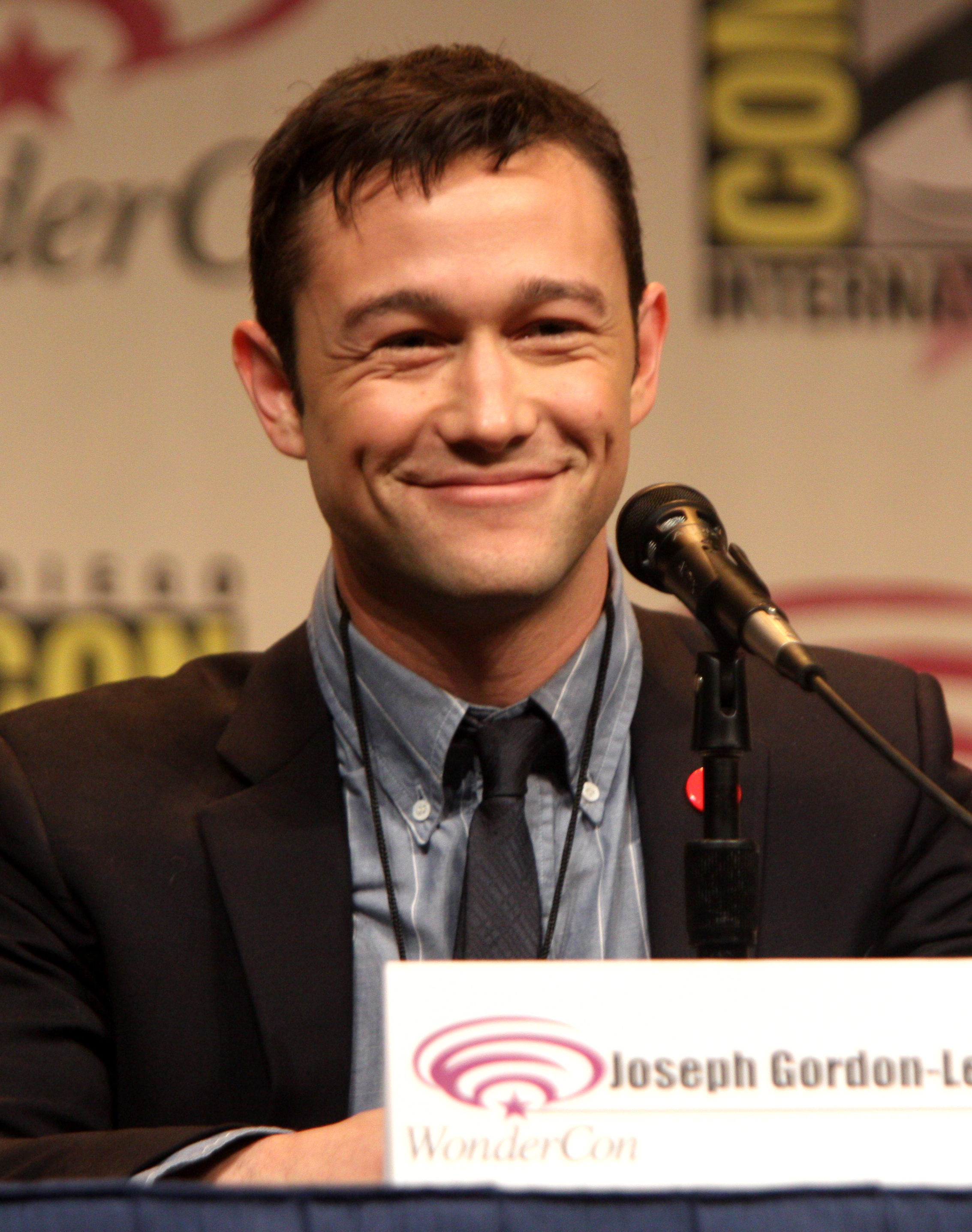
Джозеф Гордон-Левітт на «WonderCon» у березні 2012 року

У 2001 році, після завершення актором Колумбійського університету і того, як серіал «Третя планета від Сонця» був знятий з ефіру, Джозеф Гордон-Левітт практично повністю перейшов до зйомок у незалежних режисерів. У 2005 році актор отримав широке визнання публіки і позитивні відгуки критиків у всьому світі за свою роль вуличного хастлера у фільмі культового режисера Грегга Аракі «Загадкова шкіра». А трохи пізніше на екрани в обмежений прокат вийшов фільм Раяна Джонсона «Цеглина» — знятий в жанрі нео-нуар університетський детектив, в якому Джозеф зіграв студента, що розслідує загадкову загибель своєї колишньої подружки.
Восени 2006 року актор був зайнятий на зйомках на той час неназваного кінопроєкту режисера Кімберлі Пірс на військову тематику. Крім того, Джозефа можна побачити в ролі найманого вбивці у трилері «Кілер» за участю Дайан Лейн і Міккі Рурка.
У 2009 році Джозеф знявся в головній ролі у романтичній комедії «500 днів літа» разом з Зоуї Дешанель. Гордон-Левітт зіграв закоханого романтика Тома Генсена, за що був номінований на премії «Незалежний дух» і «Нагороди спільноти кінокритиків Детройту».
У 2010 році вийшли у прокат фільм за участю Гордона-Левітта «Початок» з Леонардо ДіКапріо в головній ролі та «Гешер» з Наталі Портман, і в 2012 році «Петля часу» з Брюсом Віллісом та «Темний лицар повертається» режисера Крістофера Нолана.
У 2013 році Джозеф здійснив свій режисерський дебют з фільмом «Пристрасті Дон Жуана», а у 2014 році відбулася прем'єра фільму «Місто гріхів 2», в якому Гордон-Левітт зіграв одну з головних ролей.
Наразі Джозеф Гордон-Левітт бере участь у зйомках біографічних фільмів «Прогулянка» та «Сноуден». Прем'єра обох фільмів запланована на 2015 рік.

## Особисте життя
У Джозефа Гордона-Левітта був старший брат Ден, який був фотографом та допомагав Джо у створенні першого сайту «hitRECord», він помер у 2010 році у віці 36 років.
У 1999 році актор, під час зйомок фільму «10 речей, які я в тобі ненавиджу», зустрічався з Джулією Стайлз. Також в актора були романтичні стосунки з Ларисою Олійник, вони зустрічались з 1999 по 2002 рік. У пресі активно обговорювалися його відносини з акторками Еван Рейчел Вуд та Люсі Лью, моделлю Девон Аокі, танцівницею Лексі Галм (єдина дівчина, факт відносин з якою доведений документально, хоча в інтерв'ю Джозеф ніколи в цьому не признавався). Після спільних зйомок стрічки «Пристрасті Дон Жуана», Джозефу Гордону-Левітту приписували роман зі Скарлетт Йоханссон.
Джозеф Гордон-Левітт 20 грудня 2014 року одружився з Ташею МакКоулі. Церемонія одруження була скромною, пройшла у їхньому будинку в колі родичів та найближчих друзів. Дружина актора очолює компанію, яка займається виробництвом робототехніки, вона здобула гарну освіту і знає декілька мов. 15 серпня 2015 року в подружжя народився син.

## Фільмографія

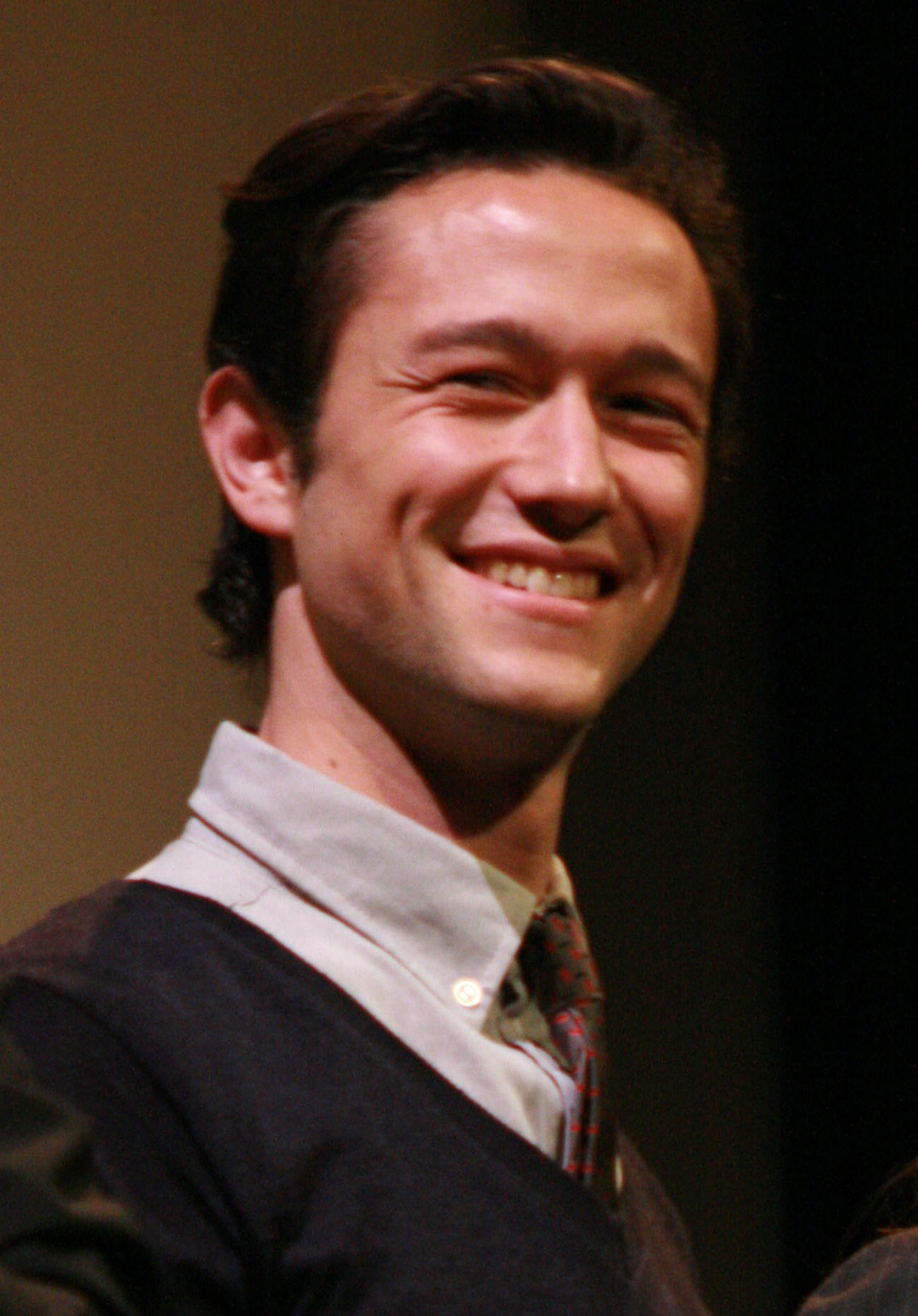
Джозеф Гордон-Левітт в промо-акції стрічки «500 днів літа» у березні 2009 року

| Рік       |    | Українська назва                                          | Оригінальна назва                                        | Роль                                        |
| --------- | -- | --------------------------------------------------------- | -------------------------------------------------------- | ------------------------------------------- |
| 1990—1991 | с  | Похмурі тіні                                              | Dark Shadows                                             | Девід Коллінз                               |
| 1992      | ф  | Бетховен                                                  | Beethoven                                                | студент #1                                  |
| 1992      | ф  | Там, де тече річка                                        | A River Runs Through It                                  | молодий Норман                              |
| 1993—1995 | с  | Розанна                                                   | 'Roseanne                                                | Джордж                                      |
| 1994      | ф  | Янголи на краю поля                                       | Angels in the Outfield                                   | Роджер Бомман                               |
| 1994      | ф  | Roadflower                                                | Roadflower                                               |                                             |
| 1994      | ф  | Священний шлюб                                            | Holy Matrimony                                           | Ізекіль                                     |
| 1996      | ф  | Присяжна                                                  | The Juror                                                | Олівер Лейрд                                |
| 1998      | ф  | Хелловін: 20 років потому                                 | Halloween H20: 20 Years Later                            | Джиммі Хавелл                               |
| 1996—2001 | с  | Третя планета від Сонця                                   | 3rd Rock from the Sun                                    | Томмі Соломон                               |
| 1998      | ф  | Sweet Jane                                                | Sweet Jane                                               |                                             |
| 1999      | ф  | 10 речей, які я в тобі ненавиджу                          | 10 Things I Hate About You                               | Кемерон Джеймс                              |
| 2000      | ф  | По шматочках                                              | Picking Up the Pieces                                    |                                             |
| 2000      | тф | Forever Lulu                                              | Forever Lulu                                             |                                             |
| 2001      | ф  | Manic                                                     | Manic                                                    |                                             |
| 2002      | ф  | Планета скарбів                                           | Treasure Planet                                          | Джим Гокінс                                 |
| 2003      | ф  | Latter Days                                               | Latter Days                                              |                                             |
| 2004      | ф  | Загадкова шкіра                                           | Mysterious Skin                                          | Ніл МакКормік                               |
| 2005      | ф  | Крейзі                                                    | Havoc                                                    | Сем                                         |
| 2005      | с  | 4исла                                                     | Numb3rs                                                  | Скотт Рейнольдс                             |
| 2005      | ф  | Цеглина                                                   | Brick                                                    | Брендан Фрай                                |
| 2005      | ф  | Війна тіней                                               | Shadowboxer                                              | доктор Дон                                  |
| 2007      | ф  | На сторожі                                                | The Lookout                                              | Кріс Претт                                  |
| 2008      | ф  | Смертельний постріл                                       | Killshot                                                 | Річі Нікс                                   |
| 2008      | ф  | The Brothers Bloom                                        | The Brothers Bloom                                       |                                             |
| 2008      | ф  | Диво святої Анни                                          | Miracle at St. Anna                                      | Тім Бойл                                    |
| 2008      | ф  | Війна з примусу                                           | Stop-Loss                                                | Томмі Берджесс                              |
| 2008      | ф  | Uncertainty                                               | Uncertainty                                              |                                             |
| 2009      | ф  | 500 днів літа                                             | (500) Days of Summer                                     | Том Генсен                                  |
| 2009      | ф  | Джі Ай Джо: Атака Кобри                                   | G.I. Joe: The Rise of Cobra                              | Рекс Льюїс/Командир Кобри                   |
| 2009      | ф  | Жінки у біді                                              | Women in Trouble                                         | Берт Родрігез                               |
| 2010      | ф  | Гешер                                                     | Hesher                                                   | Гешер                                       |
| 2010      | кф | Morgan M. Morgansen's Date with Destiny                   | Morgan M. Morgansen's Date with Destiny                  | Морган М. Моргенсен / оповідач              |
| 2010      | ф  | Електра Luxx                                              | Elektra Luxx                                             | Берт Родрігез                               |
| 2010      | кф | Одинадцяте побачення Моргана і Дестині: Зоопарк Цеппеліна | Morgan and Destiny's Eleventeenth Date: The Zeppelin Zoo | Морган М. Моргансен                         |
| 2010      | ф  | Початок                                                   | Inception                                                | Артур                                       |
| 2010      | в  | Початок: Cobol Engineering                                | Inception: The Cobol Job                                 | Артур                                       |
| 2011      | ф  | 50/50                                                     | 50/50                                                    | Адам                                        |
| 2012      | ф  | Темний лицар повертається                                 | The Dark Knight Rises                                    | Джон Блейк                                  |
| 2012      | ф  | Термінова доставка                                        | Premium Rush                                             | Вайлі                                       |
| 2012      | ф  | Петля часу                                                | Looper                                                   | Джо                                         |
| 2012      | ф  | Лінкольн                                                  | Lincoln                                                  | Роберт Тодд Лінкольн                        |
| 2013      | ф  | Пристрасті Дон Жуана                                      | Don Jon                                                  | Джон "Дон Жуан" Мартелло                    |
| 2014      | мф | Здійнявся вітер                                           | 風 立ち ぬ / The Wind Rises                              | Дзіро Хорікосі (озвучка англійської версії) |
| 2014      | с  | Джиммі Кіммел у прямому ефірі                             | Jimmy Kimmel Live!                                       | Девід (1 випуск)                            |
| 2014      | ф  | Місто гріхів 2: Жінка, заради якої варто вбивати          | Sin City: A Dame to Kill For                             | Джонні                                      |
| 2014      | ф  | Інтерв'ю                                                  | The Interview                                            | камео                                       |
| 2015      | с  | Проєкт «Мінді»                                            | The Mindy Project                                        | Метт Шерман (1 епізод)                      |
| 2015      | ф  | Прогулянка висотою                                        | The Walk                                                 | Філіпп Петі                                 |
| 2015      | ф  | Ніч перед похміллям                                       | The Night Before                                         | Ітан Міллер                                 |
| 2015      | с  | Маппети                                                   | The Muppets                                              | камео                                       |
| 2016      | ф  | Сноуден                                                   | Snowden                                                  | Едвард Сноуден                              |
| 2016      | ф  | Просто з Країни Оз                                        | Straight Outta Oz                                        | Чарівник                                    |
| 2017      | с  | Товариш детектив                                          | Comrade Detective                                        | Йосиф Бачу (голос), головна роль            |
| 2018      | кф |                                                           | Endgame                                                  | Охоронець                                   |
| 2019      | ф  | Ножі наголо                                               | Knives Out                                               | Детектив Хардрок (голос)                    |
| 2019      | ф  | 7500                                                      | 7500                                                     | перший пілот Тобіас Елліс                   |
| 2020      | ф  | Проєкт «Сила»                                             | Project Power                                            | Френк                                       |
| 2020      | ф  | Суд над чиказькою сімкою                                  | The Trial of the Chicago 7                               | Річард Шульц                                |
| 2022      | мф | Піноккіо                                                  | Pinocchio                                                | цвіркун (голос)                             |
| 2024      | ф  | Поліцейський з Беверлі-Хіллз: Аксель Фоулі                | Beverly Hills Cop: Axel Foley                            | детектив Боббі Еббот                        |
| 2024      | ф  | Вбивча спека                                              | Killer Heat                                              | детектив Нік Балі(«Ревнивець»)              |

### Режисер
- 2009 — Іскри / Sparks
- 2010 — Побачення Моргана М. Моргансена з долею / Morgan M. Morgansen's Date with Destiny
- 2010 — Одинадцяте побачення Моргана і Дестині: Зоопарк Цеппеліна / Morgan and Destiny's Eleventeenth Date: The Zeppelin Zoo
- 2013 — Пристрасті Дон Жуана / Don Jon’s Addiction

### Сценарист
- 2009 — Іскри / Sparks
- 2013 — Пристрасті Дон Жуана / Don Jon's Addiction

### Продюсер
- 2009 — Іскри / Sparks

### Відеоігри
| Рік  | Назва                       | Озвучення       |
| ---- | --------------------------- | --------------- |
| 2009 | G.I. Joe: The Rise of Cobra | Cobra Commander |